# 부산주공
부산주공은 대한민국의 자동차 부품 기업으로, 부산광역시 사하구 을숙도대로 525에 있다.
주물소재의 자동차 부품 제조 및 판매하고 있으며, 부산 본사와 울산 공장의 주조 1,2,3 라인과 부산 기장군 신소재산업단지의 가공공장을 두고 있다.
대표이사는 장세훈이다.

## 역사
- 1967년 - 회사 설립
- 1975년 - 주식 상장
- 2000년 - 동국제강그룹에서 계열분리
- 2003년 - 울산 온산공단에 온산공장을 건립하였다.

## 같이 보기
- 주조